# Pont Kabelsteg
Le pont Kabelsteg est un pont piétonnier situé à Munich. Le pont relie la rive est de l'Isar à l'île Prater et traverse le côté de l'Isar appelé Kleine Isar. La continuation directe à travers le Grand Isar est le Mariannenbrücke, qui mène de l’île à la rive ouest. 

## Bâtiment et nom
La conception du pont a été réalisée en style Art nouveau en béton armé avec deux larges arches plates. Il a été construit par Wayss & Freytag en 1898 sur la base des licences de Joseph Monier pour la construction en béton armé. Il était à l'origine vêtu de calcaire en coquille, mais le revêtement a été retiré lors de la rénovation. Il a une longueur totale de 76,50 m et ses deux arcs tendus ont une portée de 37 m chacun. L'ouverture au-dessus du pilier central sert à réduire le poids du pont et la résistance à la surface contre une très grande crue. La forme de cette ouverture souligne également les lignes élancées du pont. Le pont a survécu à l'inondation du 14 septembre 1899. Le nom du pont (pont du câble) vient de son utilisation antérieure comme transition pour l’alimentation en eau et en électricité de la centrale hydroélectrique du Muffatwerk sur l’Isar. Les câbles reposent dans trois canaux dans la plaque du pont. Le pont Kabelsteg est un bâtiment classé . 

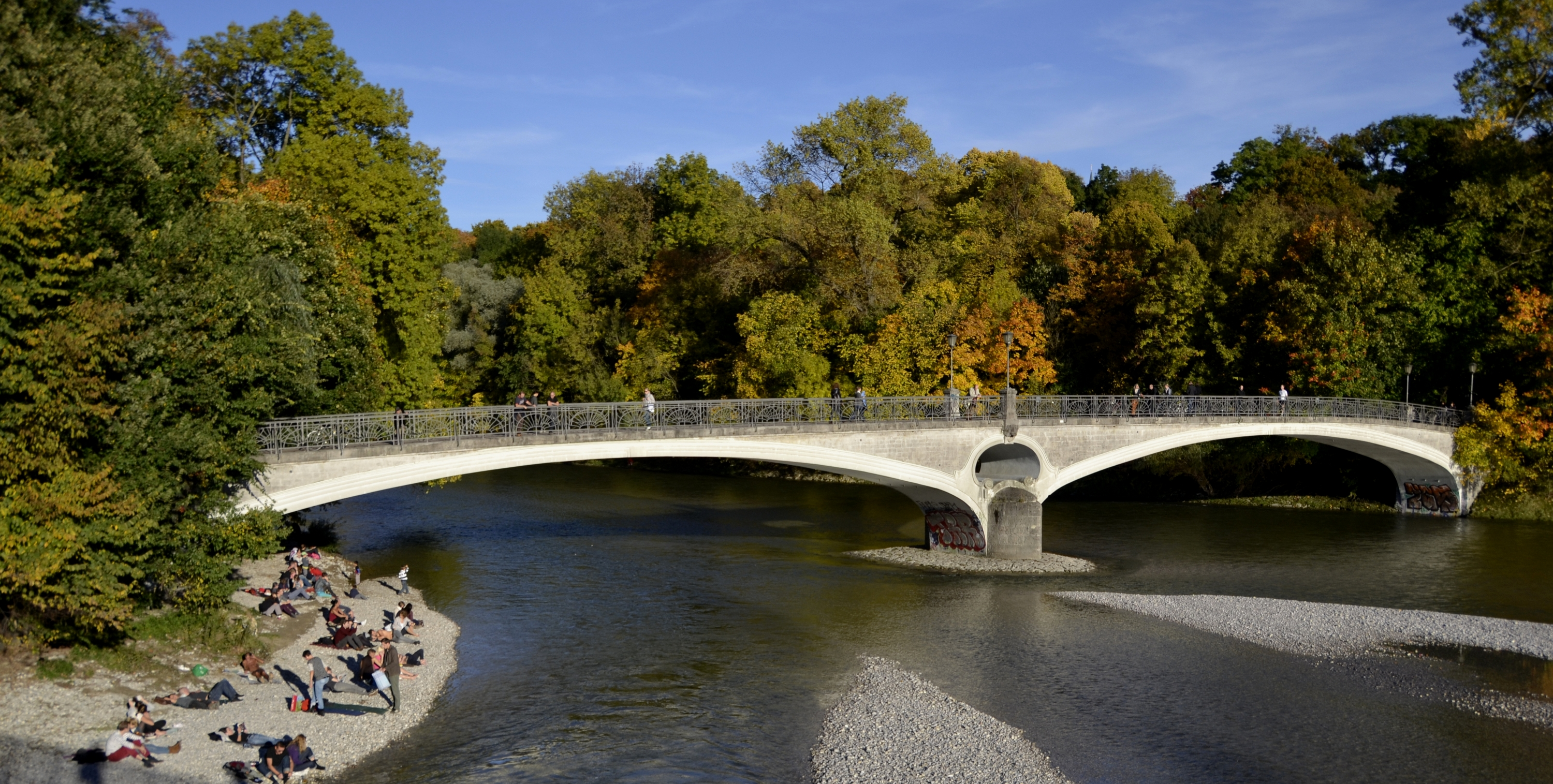
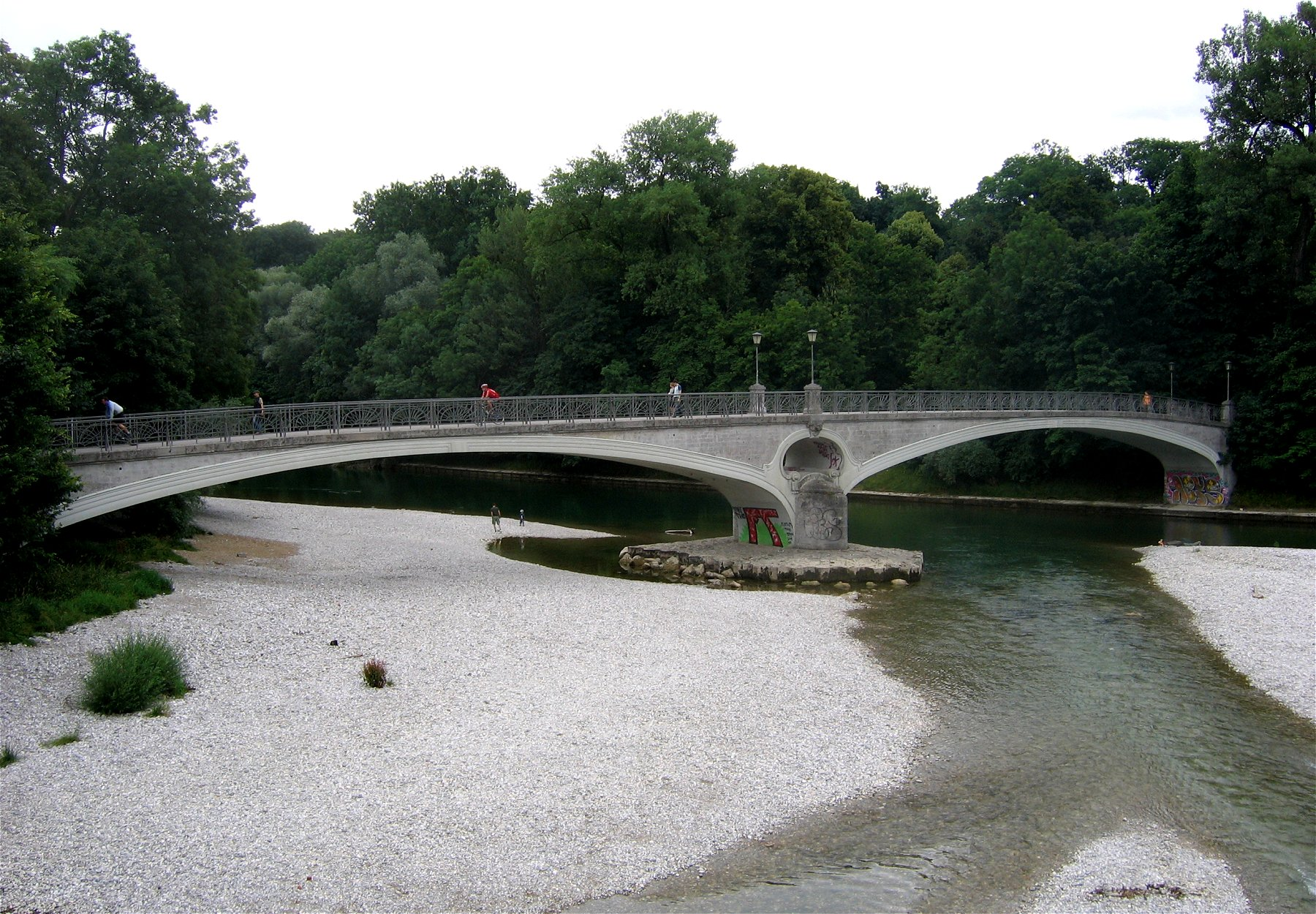
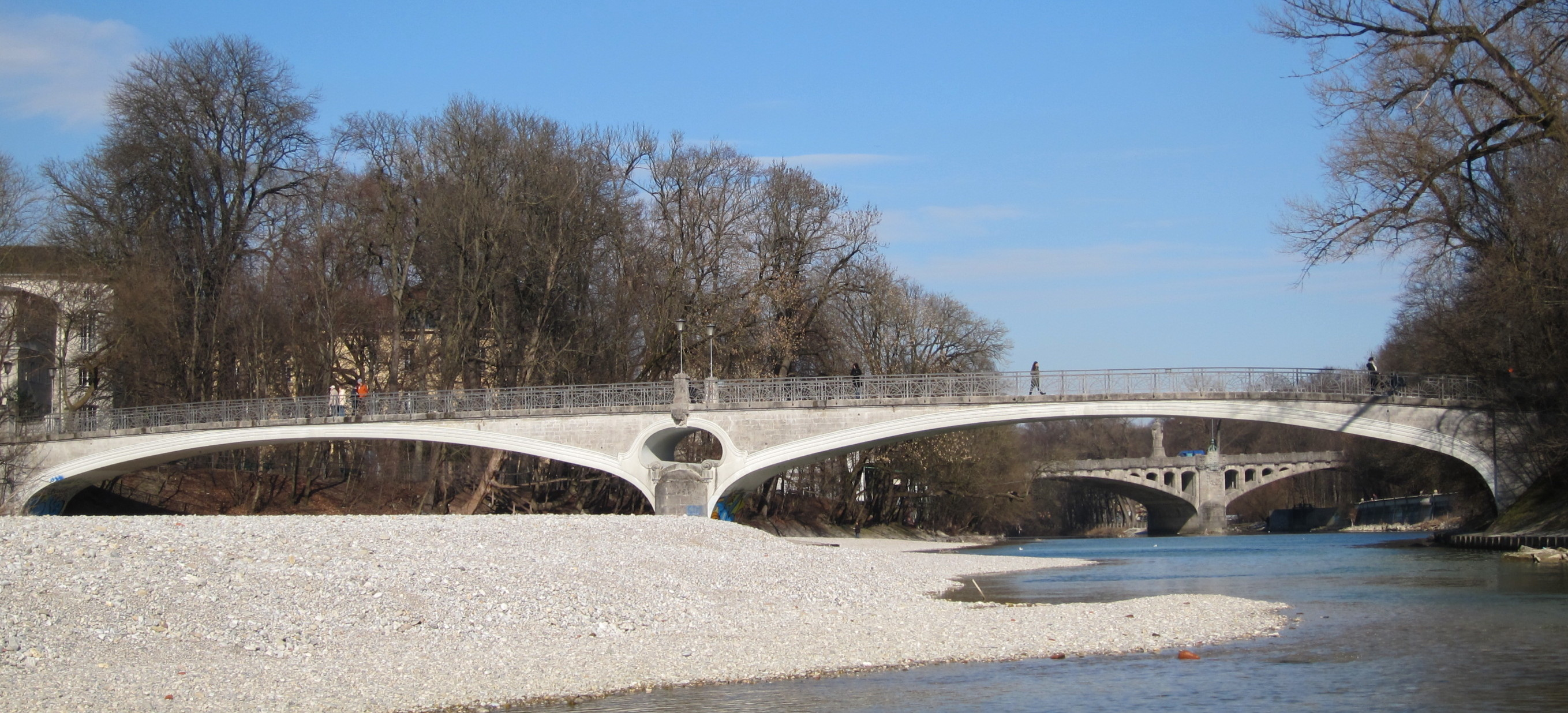